# David Murphy
David Paul Murphy (Hartlepool, Inglaterra, 1 de marzo de 1984), futbolista inglés. Juega de defensa y su actual equipo es el Birmingham City de la Football League Championship de Inglaterra.

## Selección nacional
Ha sido internacional con la Selección de fútbol de Inglaterra Sub-17.

## Clubes
| Club             | País       | Año       |
| ---------------- | ---------- | --------- |
| Middlesbrough FC | Inglaterra | 2001-2004 |
| Barnsley FC      | Inglaterra | 2004      |
| Hibernian FC     | Escocia    | 2004-2008 |
| Birmingham City  | Inglaterra | 2008-     |

## Palmarés

### Campeonatos nacionales
| Título                     | Club            | País       | Año  |
| -------------------------- | --------------- | ---------- | ---- |
| Copa de la Liga de Escocia | Hibernian FC    | Escocia    | 2007 |
| Copa de la Liga Inglesa    | Birmingham City | Inglaterra | 2011 |